# Парламентские выборы в Италии (1900)
Досрочные всеобщие парламентские выборы 1900 года прошли 3 (первый тур) и 10 июня (второй тур). На них были выбраны 508 членов Палаты депутатов Королевства Италия. Победителем выборов стала правящая либеральная партия «Левая», представлявшая итальянскую буржуазию, получив больше 58 % мест в парламенте. Впервые третьей партией Италии по количеству голосов стали социалисты Филиппо Турати, хотя радикалы смогли сохранить статус третьей партии парламента по количеству мандатов.
Активность избирателей по сравнению с предыдущими выборами вновь несколько снизилась. В голосовании приняли участие 1 310 480 человек из 2 248 509 имевших право голоса (население Италии на тот момент составляло почти 32,5 млн), таким образом явка составила 58,28 %. Выборы проходили в одномандатных округах. В избирательный закон были внесены поправки, согласно которым для победы требовалось только набрать абсолютное большинство голосов, а второе условие — получение голосов по крайней мере одной шестой части зарегистрированных избирателей — было отменено.

## Результаты выборов
| Партия                            | Оригинальное название               | Голоса    | %     | Места |
| --------------------------------- | ----------------------------------- | --------- | ----- | ----- |
| «Левая»                           | итал. Sinistra                      | 663 418   | 52,17 | 296   |
| «Правая»                          | итал. Destra                        | 271 698   | 21,37 | 116   |
| Социалисты                        | итал. Partito Socialista Italiano   | 164 946   | 12,97 | 33    |
| Радикалы                          | итал. Partito Radicale Italiano     | 89 872    | 7,07  | 34    |
| Республиканцы                     | итал. Partito Repubblicano Italiano | 79 127    | 6,22  | 29    |
| Недействительные голоса           |                                     | 38 888    | –     | –     |
| Всего                             |                                     | 1 310 480 | 100   | 508   |
| Зарегистрировано избирателей/Явка |                                     | 2 248 509 | 58,28 |       |